# Juan Nepomuceno de Orbe y Mariaca

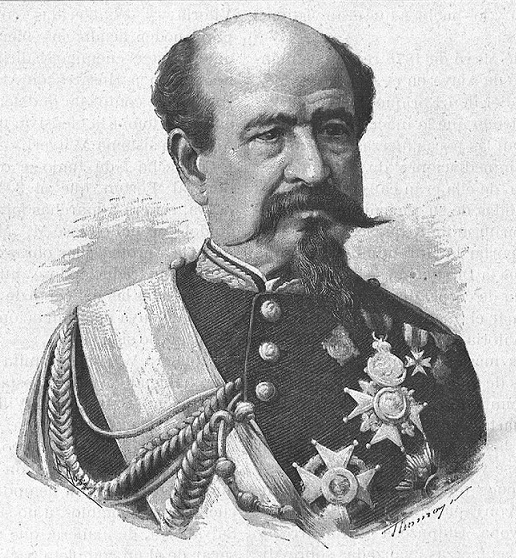
Juan Neopucemo de Orbe y Mariaca, Marquis von Valdespina

Juan Nepomuceno de Orbe y Mariaca (* 2. Mai 1817 in Ermua; † 21. April 1891 ebenda), vierter Marquis von Valdespina (spanisch: marqués de Valdespina, 1850–1891) war ein spanischer Politiker und Militärperson.

## Leben
Er war der einzige überlebende Sohn von Marschall José María de Orbe y Elío, dritter Marquis von Valdespina und carlistischer Heerführer. Als Jüngling kämpfte Juan Nepomuceno auf Weisung seines Vaters im Ersten Carlistenkrieg (1833–1840).
Nach dem Abkommen von Vergara, das der Marquis von Valdespina ablehnte, ging er mit seinem Vater ins Exil nach Frankreich. Mit 22 Jahren erhielt er den Rang eines Kommandanten. 1850, nach dem Tod seines Vaters, erbte Juan Nepomuceno de Orbe y Mariaca nicht nur den Titel Marquis de Valdespina, sondern auch die Stellung seines Vaters unter den Carlisten.
1860 beteiligte sich der Marquis am carlistischen Aufstand von Sant Carles de la Ràpita. Nach der Revolution von 1868, die zur Abdankung von Königin Isabella II. führte, besetzte Juan Nepomuceno de Orbe y Mariaca eine wichtige politische Stellung im baskischen Carlismus. 1871 wurde er zum spanischen Senator gewählt und repräsentierte Vizcaya während des Sexenio Democrático. Erst 1872 und später im Jahre 1873 erhob sich der Marquis auf der Seite der Carlisten im Dritten Carlistenkrieg (1872–1876). Während des Krieges bekleidete Valdespina das Amt des Chefs des Generalstabes. Im Laufe des Krieges wurde er Comandante General von Vizcaya und Generalleutnant. Am Ende des Krieges ging er ins Exil nach Frankreich. Er kehrte 1880 nach Spanien zurück und wurde zum Anführer der Carlisten in Baskenland und Navarra.
1891, kurz vor seinem Tod, verlieh ihm der karlistische Pretendent Carlos VII. den Ehrentitel Kapitän-General. Juan Nepomuceno de Orbe y Mariaca zeugte zwei Söhne (José María de Orbe y Gaytán de Ayala, 5. Marquis von Valdespina, und Cándido María de Orbe y Gaytán de Ayala), die ebenfalls eine Rolle als angesehene Figuren des Carlismus spielten.